# Fantasy 4
Fantasy 4，通稱女F4，是一個臺灣女子團體，其成員包括Fanny劉樂妍、Tiffany謝宜蓁、Amy葉庭蓁以及Stacy周宥伶，主持的節目有亞洲旅遊台《F4遊台灣》，電影《幫幫我愛神》。其後改組為超女F4，在新成員加入後一周解散。

## 演藝生涯
時任展場模特兒的劉樂妍與其經紀人因演出《流星花園》一劇而成功的男子團體「F4」，產生成立類似名稱女子團體「Fantasy 4」的靈感，組團概念為四位胸圍擁有F罩杯的女藝人以團體簡稱「女F4」的名號進軍演藝圈。2005年6月27日，團體以劉樂妍為團長，在經紀人的陪同下開始拍攝宣傳照，當時Fantasy 4的成員有劉樂妍、謝宜蓁和安真佑三人，第四名團員尚未決定，後由周宥伶加入。

## 超女F4成員

#### 周宥伶
英文名：Stacy
生日：1984年6月26日（41歲）
學校：國立台灣戲曲專科學校歌仔戲科
身高：163公分
體重：48公斤
三圍：32F.25.36

#### 林有綝
英文名：Elva
生日：1986年2月4日（39歲）
學校：國立岡山高中
身高：168公分
體重：50公斤
三圍：34C.24.38

#### 李梅瑄
英文名：CoCo
生日：1982年6月19日（43歲）
學校：台灣藝術學院肄業
身高：166公分
體重：49公斤
三圍：32B.24.35

#### 李霓
英文名：Maggie Q
生日：1982年9月26日（42歲）
學校：國立台灣藝術大學戲劇系畢業
身高：165公分
體重：45公斤
三圍：32C.23.33

## 爭議
Fantasy 4因為團名、表演方式和風格，而受到議論。一手打造男子團體F4的製作人柴智屏在得知有關Fantasy 4的傳言時表示驚訝，而當時的第一夫人吳淑珍也對Fantasy 4所造成的效應表示「真是社會亂源」。Fantasy 4的表演能力在於綜藝節目《快樂星期天》演出時被評審包小柏批評：「妳們的表演，動作沒動作，戲劇沒戲劇，沒有看頭」。